# 希腊专区
希腊的74个专区（希臘語：περιφερειακές ενότητες）是希腊13个大区之下的行政单位。这些专区再下分为市镇。
专区是在2011年实施卡利克拉提斯方案后设立的，并在地理区域上大致对应原先的州份。